# Markus Pucher
Markus Pucher (* 15. června 1976 Villach) je rakouský horolezec. V lednu 2013 jako vůbec první člověk vylezl na patagonskou horu Cerro Torre sólově volným stylem. Roku 2016 se pokusil o první sólový výstup na tuto horu v zimním období, avšak 40 metrů před vrcholem se rozhodl pro návrat. Následně se ještě neúspěšně pokusil o výstup na Cerro Chaltén (Fitz Roy) a nakonec provedl vůbec první sólový výstup na Cerro Pollone (navíc z zimním období).